# 六合雑誌
『六合雑誌』（りくごうざっし）は、1880年（明治13年）に東京市で発行された、キリスト教定期刊行物である。

## 概要
1880年に東京青年会(後の東京YMCA)が、小崎弘道、井深梶之助、田村直臣、植村正久らにより日本の超教派的な働きとして始められる。その秋、1880年10月にキリスト教界の総合雑誌として、六合雑誌が刊行される。これは、超教派で協力して、キリスト教を研究し、修身の道を講じ世の誤謬を明らかにして、キリスト教の真理を世に公にしようとするものであった。
1881年5月号に掲載された小崎弘道の「近世社会党ノ原因ヲ論ス」は、日本で初めてマルクス主義を紹介した文献といわれている。
1883年6月に創立された警醒社は六合雑誌の刊行を、青年会から引き継いだ。その後、組合教会の執筆者が増えた。
1898年にユニテリアンの機関紙『宗教』と合併して、日本ゆにてりあん弘道会から発行された。1900年には三並良が編集長になる。
1921年（大正10年）2月発行の第41巻第2号で終刊。

## 主な執筆者
- 三浦関造
- 横井時雄
- 新井奥邃
- 浮田和民
- 原田助
- 村井知至（惟一会説教者、英語学者）
- クレイ・マコーレー